# Adrián Sardinero
Adrián Sardinero Corpa (Leganés, Madrid, 13 de octubre de 1990), conocido deportivamente como Sardinero, es un futbolista español que juega como delantero en el C. D. Illescas de la Segunda Federación.

## Trayectoria
Pasó por todas las categorías inferiores del Getafe C. F. y militando en el equipo filial participó en varios encuentros del primer equipo incluso como titular.
Con el Getafe C. F. "B" consiguió en la temporada 2009-10 el ascenso a Segunda División B.
Su primer partido oficial con el Getafe C. F. fue el 13 de enero de 2010 en el encuentro de vuelta de octavos de final de la Copa del Rey contra el Málaga C. F. en el que sustituyó al jugador Roberto Soldado. El primer gol con el primer equipo en partido oficial lo marcó el 27 de octubre de 2010 contra el Club Portugalete en el partido de ida de dieciseisavos de final de la Copa del Rey.
Su debut en competición internacional fue el 30 de septiembre de 2010 en el partido de fase de grupos de la Liga Europa de la UEFA contra el BSC Young Boys suizo. El primer y único gol hasta la fecha en competición internacional lo consiguió el 16 de diciembre de 2010, también contra el BSC Young Boys, en el último partido de la fase de grupos de la UEFA Europa League.
Su debut en Primera División fue el 14 de noviembre de 2010 contra el Valencia C. F. sustituyendo a Pedro Ríos Maestre. El primer gol en Primera División lo marcó el 2 de abril de 2011 ante el Valencia C. F.
El 13 de agosto de 2011 fue cedido al Hércules Club de Fútbol de la Segunda División durante una temporada. Después de una buena campaña, fue traspasado desde el Getafe C. F. al Hércules C. F. firmando un contrato por tres temporadas.
El 22 de julio de 2014 fue contratado por el AEL Limassol F. C., equipo de la primera división chipriota. También jugó en Grecia y Australia para el O. F. I. Creta y el Perth Glory F. C. respectivamente.
En abril de 2022 sufrió una lesión en el ligamento cruzado anterior que le dejó todo lo quedaba de temporada y la siguiente sin poder disputar ningún partido. Una vez recuperado volvió al fútbol español y en agosto de 2023 firmó por el Algeciras C. F. En la campaña que estuvo allí disputó treinta encuentros y la siguiente la inició en el Kannur Warriors indio antes de fichar por el C. D. Illescas en enero de 2025.

## Clubes
| Club                    | País      | Año       |
| ----------------------- | --------- | --------- |
| Getafe C. F. "B"        | España    | 2009-2011 |
| Getafe C. F.            | España    | 2011-2012 |
| Hércules C. F. (cedido) | España    | 2011-2012 |
| Hércules C. F.          | España    | 2012-2014 |
| AEL Limassol F. C.      | Chipre    | 2014-2016 |
| Apollon Limassol        | Chipre    | 2016-2020 |
| O. F. I. Creta          | Grecia    | 2020-2021 |
| Perth Glory F. C.       | Australia | 2021-2023 |
| Algeciras C. F.         | España    | 2023-2024 |
| Kannur Warriors         | India     | 2024      |
| C. D. Illescas          | España    | 2025-     |